# TCP
 Ovo je glavno značenje pojma TCP. Za druga značenja pogledajte TCP (razdvojba).
TCP je jedan od osnovnih protokola unutar IP grupe protokola. Naziv je kratica od engleskog naziva Transmission Control Protocol. Korištenjem protokola TCP aplikacija na nekom poslužitelju uključenom u računalnu mrežu stvara virtualnu vezu prema drugom poslužitelju, te putem te ostvarene veze prenosi podatke. Stoga ovaj protokol spada u grupu tzv. spojnih protokola, za razliku od bespojnih protokola kakav je primjerice UDP. TCP garantira pouzdanu i isporuku podataka u kontroliranom redoslijedu od pošiljatelja prema primatelju. Osim toga, TCP pruža i mogućnost višestrukih istovremenih povezivanja prema jednoj aplikaciji više klijenata na jednom poslužitelju, gdje su najčešći primjeri za to web ili poslužitelji e-pošte.
TCP podržava neke od najčešće korištenih aplikacijskih protokola na Internetu, kao što su HTTP (protokol za pregled web stranica), SMTP (protokol za razmjenu elektroničke pošte), telnet i SSH (protokole za udaljeni rad na računalu) i brojne druge.
U IP grupi protokola TCP se u slojevitom prikazu nalazi između samog IP protokola ispod, te aplikacijskih protokola na sloju iznad.

## Zaglavlje TCP paketa
| +   | Bitovi 0 - 3      | Bitovi 0 - 3      | Bitovi 0 - 3      | Bitovi 0 - 3      | 4 - 9             | 4 - 9             | 4 - 9             | 4 - 9             | 4 - 9             | 4 - 9             | 10 - 15           | 10 - 15           | 10 - 15           | 10 - 15           | 10 - 15           | 10 - 15           | 16 - 31           | 16 - 31           | 16 - 31           | 16 - 31           | 16 - 31           | 16 - 31           | 16 - 31           | 16 - 31           | 16 - 31           | 16 - 31           | 16 - 31           | 16 - 31           | 16 - 31           | 16 - 31           | 16 - 31           | 16 - 31           |
| --- | ----------------- | ----------------- | ----------------- | ----------------- | ----------------- | ----------------- | ----------------- | ----------------- | ----------------- | ----------------- | ----------------- | ----------------- | ----------------- | ----------------- | ----------------- | ----------------- | ----------------- | ----------------- | ----------------- | ----------------- | ----------------- | ----------------- | ----------------- | ----------------- | ----------------- | ----------------- | ----------------- | ----------------- | ----------------- | ----------------- | ----------------- | ----------------- |
| 0   | Izvorišni port    | Izvorišni port    | Izvorišni port    | Izvorišni port    | Izvorišni port    | Izvorišni port    | Izvorišni port    | Izvorišni port    | Izvorišni port    | Izvorišni port    | Izvorišni port    | Izvorišni port    | Izvorišni port    | Izvorišni port    | Izvorišni port    | Izvorišni port    | Odredišni port    | Odredišni port    | Odredišni port    | Odredišni port    | Odredišni port    | Odredišni port    | Odredišni port    | Odredišni port    | Odredišni port    | Odredišni port    | Odredišni port    | Odredišni port    | Odredišni port    | Odredišni port    | Odredišni port    | Odredišni port    |
| 32  | Broj sekvence     | Broj sekvence     | Broj sekvence     | Broj sekvence     | Broj sekvence     | Broj sekvence     | Broj sekvence     | Broj sekvence     | Broj sekvence     | Broj sekvence     | Broj sekvence     | Broj sekvence     | Broj sekvence     | Broj sekvence     | Broj sekvence     | Broj sekvence     | Broj sekvence     | Broj sekvence     | Broj sekvence     | Broj sekvence     | Broj sekvence     | Broj sekvence     | Broj sekvence     | Broj sekvence     | Broj sekvence     | Broj sekvence     | Broj sekvence     | Broj sekvence     | Broj sekvence     | Broj sekvence     | Broj sekvence     | Broj sekvence     |
| 64  | Broj potvrde      | Broj potvrde      | Broj potvrde      | Broj potvrde      | Broj potvrde      | Broj potvrde      | Broj potvrde      | Broj potvrde      | Broj potvrde      | Broj potvrde      | Broj potvrde      | Broj potvrde      | Broj potvrde      | Broj potvrde      | Broj potvrde      | Broj potvrde      | Broj potvrde      | Broj potvrde      | Broj potvrde      | Broj potvrde      | Broj potvrde      | Broj potvrde      | Broj potvrde      | Broj potvrde      | Broj potvrde      | Broj potvrde      | Broj potvrde      | Broj potvrde      | Broj potvrde      | Broj potvrde      | Broj potvrde      | Broj potvrde      |
| 96  | Podatkovni ofset  | Podatkovni ofset  | Podatkovni ofset  | Podatkovni ofset  | Rezervirano       | Rezervirano       | Rezervirano       | Rezervirano       | Rezervirano       | Rezervirano       | Zastavice         | Zastavice         | Zastavice         | Zastavice         | Zastavice         | Zastavice         | Prozor            | Prozor            | Prozor            | Prozor            | Prozor            | Prozor            | Prozor            | Prozor            | Prozor            | Prozor            | Prozor            | Prozor            | Prozor            | Prozor            | Prozor            | Prozor            |
| 128 | Checksum          | Checksum          | Checksum          | Checksum          | Checksum          | Checksum          | Checksum          | Checksum          | Checksum          | Checksum          | Checksum          | Checksum          | Checksum          | Checksum          | Checksum          | Checksum          | Hitni pokazivač   | Hitni pokazivač   | Hitni pokazivač   | Hitni pokazivač   | Hitni pokazivač   | Hitni pokazivač   | Hitni pokazivač   | Hitni pokazivač   | Hitni pokazivač   | Hitni pokazivač   | Hitni pokazivač   | Hitni pokazivač   | Hitni pokazivač   | Hitni pokazivač   | Hitni pokazivač   | Hitni pokazivač   |
| 160 | Opcionalno        | Opcionalno        | Opcionalno        | Opcionalno        | Opcionalno        | Opcionalno        | Opcionalno        | Opcionalno        | Opcionalno        | Opcionalno        | Opcionalno        | Opcionalno        | Opcionalno        | Opcionalno        | Opcionalno        | Opcionalno        | Opcionalno        | Opcionalno        | Opcionalno        | Opcionalno        | Opcionalno        | Opcionalno        | Opcionalno        | Opcionalno        | Opcionalno        | Opcionalno        | Opcionalno        | Opcionalno        | Opcionalno        | Opcionalno        | Opcionalno        | Opcionalno        |
| 192 | Opcije (nastavak) | Opcije (nastavak) | Opcije (nastavak) | Opcije (nastavak) | Opcije (nastavak) | Opcije (nastavak) | Opcije (nastavak) | Opcije (nastavak) | Opcije (nastavak) | Opcije (nastavak) | Opcije (nastavak) | Opcije (nastavak) | Opcije (nastavak) | Opcije (nastavak) | Opcije (nastavak) | Opcije (nastavak) | Opcije (nastavak) | Opcije (nastavak) | Opcije (nastavak) | Opcije (nastavak) | Opcije (nastavak) | Opcije (nastavak) | Opcije (nastavak) | Opcije (nastavak) | Padding (do 32)   | Padding (do 32)   | Padding (do 32)   | Padding (do 32)   | Padding (do 32)   | Padding (do 32)   | Padding (do 32)   | Padding (do 32)   |
| 224 | Korisnički podaci | Korisnički podaci | Korisnički podaci | Korisnički podaci | Korisnički podaci | Korisnički podaci | Korisnički podaci | Korisnički podaci | Korisnički podaci | Korisnički podaci | Korisnički podaci | Korisnički podaci | Korisnički podaci | Korisnički podaci | Korisnički podaci | Korisnički podaci | Korisnički podaci | Korisnički podaci | Korisnički podaci | Korisnički podaci | Korisnički podaci | Korisnički podaci | Korisnički podaci | Korisnički podaci | Korisnički podaci | Korisnički podaci | Korisnički podaci | Korisnički podaci | Korisnički podaci | Korisnički podaci | Korisnički podaci | Korisnički podaci |

## TCP portovi
TCP upotrebljava određen raspon portova kojima razdjeljuje primjenske programe na strani pošiljatelja i primatelja. Svaka strana TCP konekcije ima dodijeljenu 16-bitnu oznaku za obje strane aplikacije (slanje, primanje). Portovi su u osnovi podijeljeni u 3 kategorije: poznati portovi, registrirani portovi i dinamički/privatni portovi.
Opće poznati portovi (eng well known ports) dodjeljuje Internet Assigned Numbers Authority, organizacija koja se brine za IP adresni prostor, vršne domene te druge detalje vezane uz IP protokol. Ove portove su najčešće koriste sistemski procesi, koje koriste poznate aplikacije kada primaju konekcije pasivno slušajući promet na tim portovima. Neki primjeri opće poznatih portova su: FTP (TCP port 21), Telnet (23), SMTP (25) i HTTP (80). Na Unixoidnim operacijskim sustavima korisnički procesi ne mogu otvoriti port ispod 1024. Registrirani portovi se koriste kod aplikacija krajnjih korisnika kao izvorišni portovi prilikom konektiranja poslužitelja, kao i za identifikaciju servisa registriranih od trećih strana. Dinamički/privatni portovi se također koriste na strani aplikacija krajnjih korisnika, ali nešto rjeđe. Dinamički/privatni portovi imaju samo lokalno značenje za određenu TCP konekciju. TCP protokol definira raspon portova od 0 do 65535, tj. ukupno ima 65536 mogućih različitih portova.

## Poveznice
- SCTP